# 大马路 (南京)
大马路是中国江苏省南京市鼓楼区的一条街道，南北走向，北到江边，南接商埠街。此处集中了数座建于民国时代的精美建筑，包括江南邮政管理局旧址和中国银行南京分行旧址（今长江水利委员会水文局下游水文水资源勘测局）。